# الثلم البلعومي

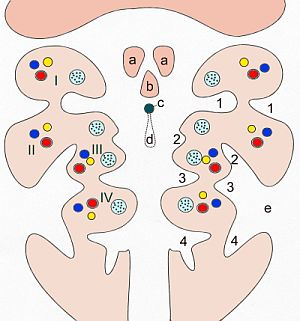

الثلم البلعومي (أو الثلم الخيشومي أو الصدع البلعومي)هو النظير للجيبة الخيشومية في جانب الأديم الظاهر.
يقوم الثلم البلعومي الأول بإنتاج الصماخ السمعي الظاهر (قناة الأذن). ويتداخل الباقون (2,3,4 ) من خلال القوسُ البلعومِيَّة الثانية النامية والتي تشكل أرضية المنخفض الذي يُسمى جيوب عنق الرحم الذي يفتح باطنيًا وفي النهاية يُستأصل تماما ويُلغى.

## وصلات خارجية
- https://web.archive.org/web/20070909052409/http://isc.temple.edu/marino/embryology/parch98/parch_text.htm